# Hibernia Gravity Base Structure
De Hibernia Gravity Base Structure is een gravity-based structure in de Noord-Atlantische Oceaan die dienstdoet als productieplatform voor aardolie. Het betonnen platform is gelegen op het Hiberniaveld onder de Grand Banks van Newfoundland, op zo'n 325 km ten oostzuidoosten van St. John's op het Canadese eiland Newfoundland.
Hibernia weegt alles tezamen 600 kiloton en werd gebouwd na de ramp met de Ocean Ranger. Het bevindt zich bij de Grand Banks van Newfoundland en staat direct op de zeebodem van de Atlantische Oceaan gepositioneerd. De constructie is 130 meter hoog, waarvan 80 meter onder water, en begon eind 1997 olie op te pompen. Het geheel vormt het grootste productieplatform ter wereld en werd gebouwd om de zware weersomstandigheden van de regio en botsingen met gigantische ijsbergen te kunnen doorstaan.

## Eigenaars
Hibernia is eigendom van het consortium Hibernia Management and Development Company (HMDC). De aandeelhouders van HMDC zijn ExxonMobil (33%), Chevron Canada (27%), Suncor Energy (20%), Canada Hibernia Holding Corporation (8,5%), Murphy Oil (6,5%) en Equinor Canada (5%).

## Olielek
Op 18 juli 2019 vond er een olielek plaats in een van de opslagtanks van het platform. Zo'n 12.000 liter van met water gemixte olie vloeide daarop in de oceaan, wat een olievlek vormde die ruim 5 km lang was.